# 狄伯支
狄伯支（？—409年），五胡十六国时后秦姚兴时尚书仆射，天水（今甘肃省天水市）人，狄伯奇兄。

## 生平
淝水之战後，姚苌称王建立后秦，拜狄伯支为从事中郎，迁尚书。姚苌临终时，狄伯支受遗命辅政。姚兴即位，秘不发丧，自称大将军，以狄伯支为司马。大破前秦皇帝苻登。狄伯支转任征虏将军、尚书右仆射。弘始四年（402年）从姚平率军四万攻伐北魏，在柴壁之战大败，兵败被俘。弘始九年（407年），秦魏通好，姚兴与贺狄平以良马千匹赎还狄伯支。狄伯支回长安，复位。弘始十一年（409年），狄伯支与平北将军姚冲讨击夏王赫连勃勃，兵至岭北，姚冲想要作乱，回击长安（今陕西西安），狄伯支不同意，姚冲中止。害怕事情泄露，毒杀狄伯支灭口。